# Andrzej Karpiński (artysta)
Andrzej Karpiński (ur. 1963 w Pile) – polski artysta wielowątkowy, tworzący na polu plastycznym i muzycznym. Od 1982 r. współpracuje muzycznie i plastycznie z żoną Marzeną Karpińską.

## Plastyk
Malarz teatralny, ilustrator, instruktor aerografu, grafik komputerowy, autor wielu publikacji na temat techniki airbrush. Wypowiada się w obszarze od obrazów i ilustracji swoich tekstów, poprzez malarstwo hiperrealistyczno-surrealistyczne, do grafiki komputerowej i reklamowego malarstwa komercyjnego. Eksperymentuje w zakresie chemii lakierniczej łączonej z techniką aerografu. Absolwent Liceum Sztuk Plastycznych w Poznaniu. Malarz teatralny w Operze Poznańskiej. Praktykant aerografu nad Jeziorem Bodeńskim w Niemczech. Założyciel jednej z pierwszych, polskich pracowni aerografu Airbrush & Design – Karpiński. Uczestnik branżowych wystaw krajowych i zagranicznych. Ewenementem w twórczości plastycznej artysty była w roku 2007 współpraca z dr. hab. Pawłem Kabacikiem i opracowanie aerografem anten zainstalowanych przez NASA na Międzynarodowej Stacji Kosmicznej oraz opracowanie logotypów i grafiki wektorowej dla Sułtana Omanu.

## Muzyk
Tworzący w latach 1982–2018 jako Reportaż. Posługuje się wieloma instrumentami, perkusją, głosem i współczesną elektroniką. Kompozytor, improwizator, autor tekstów. Okazjonalnie pianista, gitarzysta, realizator dźwięku. W 1981 współzałożyciel pierwszego w Poznaniu punkrockowego zespołu Sten i SOC, a w 1982 założyciel jednego z pierwszych, polskich zespołów awangardy rockowej Reportaż. Autor projektów muzycznych i duetów eksperymentalnych: Pogady, Pogofonic, Bezsensory, Głos z Wielkopolski, czyli domowy wyrób kiełbas,  Suplementony, News from Dom. Wypowiada się w obszarze od muzyki improwizowanej, poprzez zaangażowane społecznie utwory aranżowane, do muzyki ilustracyjnej, słuchowisk radiowych i filmu. Eksperymentuje w zakresie redukcji instrumentarium do głosu i klasycznej perkusji. Na twórczość muzyczną Andrzeja Karpińskiego największy wpływ miała współpraca z Lechem Jankowskim, Arnoldem Dąbrowskim i Chrisem Cutlerem